# Roberto Camilleri Azzopardi
Roberto Camilleri Azzopardi OFM (ur. 24 kwietnia 1951 w Hamrunie, zm. 17 października 2023 w Comayagua) – maltański duchowny rzymskokatolicki działający w Hondurasie, w latach 2004–2023 biskup Comayagua.

## Życiorys
Wstąpił do zakonu franciszkanów i w nim złożył 8 grudnia 1972 śluby wieczyste. Święcenia kapłańskie przyjął 29 czerwca 1975 z rąk papieża Pawła VI. Przez cztery lata pełnił funkcję mistrza nowicjatu. W 1979 wyjechał do Hondurasu i rozpoczął pracę duszpasterską najpierw w diecezji Comayagua, a następnie w archidiecezji Tegucigalpa.

### Episkopat
26 lipca 2001 papież Jan Paweł II mianował go biskupem pomocniczym Tegucigalpy i biskupem tytularnym Vagady. Sakry biskupiej udzielił mu 15 sierpnia tegoż roku kard. Óscar Andrés Rodríguez Maradiaga.
21 maja 2004 został mianowany biskupem diecezji Comayagua. Rządy w diecezji objął 24 lipca 2004. W czerwcu 2022 został wybrany przewodniczącym Konferencji Episkopatu Hondurasu, zaś w latach 2022-2023 piastował ten sam urząd w Sekretariacie Episkopatów Ameryki Środkowej.